# 2156 Кате
2156 Кате (2156 Kate) — астероїд головного поясу, відкритий 23 вересня 1917 року.
Тіссеранів параметр щодо Юпітера — 3,601.